# Tlogodepok
Tlogodepok is een bestuurslaag in het regentschap Kebumen van de provincie Midden-Java, Indonesië. Tlogodepok telt 2505 inwoners (volkstelling 2010).